# Каген
Каген (嘉元) је јапанска ера (ненко) која је настала после Кенген и пре Токуџи ере. Временски је трајала од августа 1303. до децембра 1306. године и припадала је Камакура периоду.  Владајући монарх био је цар Го-Ниџо.

## Важнији догађаји Каген ере
- 17-27. јул 1303. (Каген 1, 13-23 дан шестог месеца): Североисточно на небу се десет дана током јутарњих сати могла видети бела комета.[3]
- 1305. (Каген 3): Умире бивши цар Камејама.[4]